# Rudolf Goldschmit-Jentner
Rudolf Karl Goldschmit-Jentner (* 11. März 1890 in Karlsruhe; † 26. Februar 1964 in München) war ein deutscher kulturhistorischer Schriftsteller und Herausgeber literarischer Werke.
Goldschmit-Jentner studierte Staatswissenschaften und allgemeine Kulturwissenschaften. Danach war er einige Jahre Theaterkritiker und Leiter der Heidelberger Schlossfestspiele. In seinem späteren Schaffen wandte er sich geschichtsphilosophischen Studien zu und beschäftigte sich mit dem Problem des Genies, zu dem er mehrere Bücher und Essaysammlungen veröffentlichte.

## Werke
- Die Schauspielerin. Ihr Weg, ihre Gestalt und ihre Wirkung. Hädecke, Stuttgart 1922
- Die Begegnung mit dem Genius. Darstellungen und Betrachtungen. Wegner, Hamburg 1939
- Christoph Columbus. Der Mann, die Tat, die Wirkung. Wegner, Hamburg 1942
- Vollender und Verwandler – Held, Heiliger, Dämon, Genie, Genius. Versuche über das Genie und seine Schicksale. Wegner, Hamburg 1952
- Goethe. Eine Bildbiographie. Kindler, München 1957
- Genius der Jugend. Gestalten und Werke der Frühvollendeten. Desch, Wien 1960

Herausgeberschaft
- Sturm und Drang in einem Band. Hädecke, Stuttgart 1924
- Das Buch der deutschen Reden. Dokumente deutscher Redekunst. Hädecke, Stuttgart 1925
- Eine Welt schreibt an Goethe. Gesammelte Briefe an Goethe. Pfeffer, Heidelberg 1928
- Der kluge Zeitgenosse. Aus dem Irrgarten der deutschen Kritik. Kampmann, Celle 1930
- Brautwerbebriefe. Schicksalsdokumente berühmter Männer. Heimeran, München 1937
- Europa wendet sich an Bismarck. Die gesammelten Briefe an Bismarck. Wegner, Hamburg 1938
- Die Jugend großer Deutscher. Von ihnen selbst erzählt. Insel, Leipzig 1941
- G. E. Lessing: Heldentum der Vernunft. Das Welt- und Kunstbild des Dichters. Aus seinen Schriften. Kröner, Stuttgart 1941
- Georg Christoph Lichtenberg: Lichtenbergs Werke in einem Band. Hädecke, Stuttgart 1947
- Trost der Welt. Eine Sammlung deutscher Lyrik aus fünf Jahrhunderten. Wegner, Hamburg 1948
- Kurz erzählt. Die schönsten Geschichten der Weltliteratur. Pfeffer, Heidelberg 1949
- Heimat Baden-Württemberg. Das große Heimatbuch von Main und Neckar zum Bodensee (mit Otto Heuschele). Pfeffer, Heidelberg 1955